# Caaguazú (cidade)

Caaguazú é um distrito do Paraguai, localizado no departamento de Caaguazú. Possui uma população estimada de 120.513 habitantes (2006).

## Transporte
O município de Caaguazú é servido pela seguinte rodovia:
- Ruta 07, que liga a Ponte da Amizade (BR-277 - estado do Paraná) ao município de Coronel Oviedo
- Caminho em pavimento ligando a cidade ao município de Vaquería.
- Caminho em pavimento ligando a cidade ao município de Repatriación.
- Caminho em rípio ligando a cidade ao município de R. I. Tres Corrales.